# Jaú
Jaú este un oraș în São Paulo (SP), Brazilia.